# Rapolano Terme
Rapolano Terme – miejscowość i gmina we Włoszech, w regionie Toskania, w prowincji Siena.
Według danych na rok 2004 gminę zamieszkiwało 4771 osób, 57,5 os./km².